# In What Language?
In What Language? ist ein Jazzalbum von Vijay Iyer und Mike Ladd. Die im Mai und Juni 2003 im Sorcerer SOund Studio, New York City, und den TME Studios, Bronx, New York City, entstandenen Aufnahmen erschienen im September 2003 auf Pi Recordings.

## Hintergrund
Als der iranische Filmregisseur Jafar Panahi aufgrund seiner Herkunft zu Unrecht zwischen zwei internationalen Filmfestivals von INS-Beamten am John F. Kennedy International Airport festgehalten wurde, flehte Panahi in Handschellen seine Mitreisenden an: „Ich bin kein Dieb! Ich bin kein Mörder! Ich bin nur ein Iraner, ein Filmemacher. Aber wie könnte ich das sagen, in welcher Sprache?“ Das ist das Ereignis, das Vijay Iyer und den amerikanischen Hip-Hop-Künstler Mike Ladd dazu inspirierte, das gemeinsame Album In What Language? aufzunehmen. „Ich traf Mike Ladd Ende der 1990er Jahre. Ich war fasziniert von seiner tiefen und einzigartigen Sensibilität. [Dessen] Ästhetik war nicht [wie] viele Dinge, die ich zuvor gehört habe. Es war am Rande dessen, was man Hip-Hop nennen würde. Er war durch den Strom der Performance-Poesie gekommen“, sagte Iyer.
In der Kooperation von Vijay Iyer mit Mike Ladd entstand ein „Zyklus von Liedern über Leben auf der Durchreise, braunhäutige Menschen aus der ganzen Welt, die an fremden Orten leben und die Flughäfen der Welt auf der Suche nach Arbeit, Zuhause und Asyl durchqueren. Es ist eine Welt von Geschäftsleuten, Taxifahrern, Flüchtlingen, Pornoverkäufern und Häftlingen, die Ladd mit seiner lebendigen Poesie und seinen spiralförmigen Reimen zum Leben erweckt,“ von denen er einige an Gastsänger (Allison Easter, Latasha N. Nevada Diggs und Ajay Naidu) weitergibt, die ihre Charaktere nach Bedarf besetzen, notierte Joe Tangari. Mike Ladds Gedichte basierten auf Interviews, die er auf Flughäfen mit verschiedenen dunkelhäutigen Menschen geführt hat. Im Eröffnungstitel, „Color of My Circumference I“ heißt es:

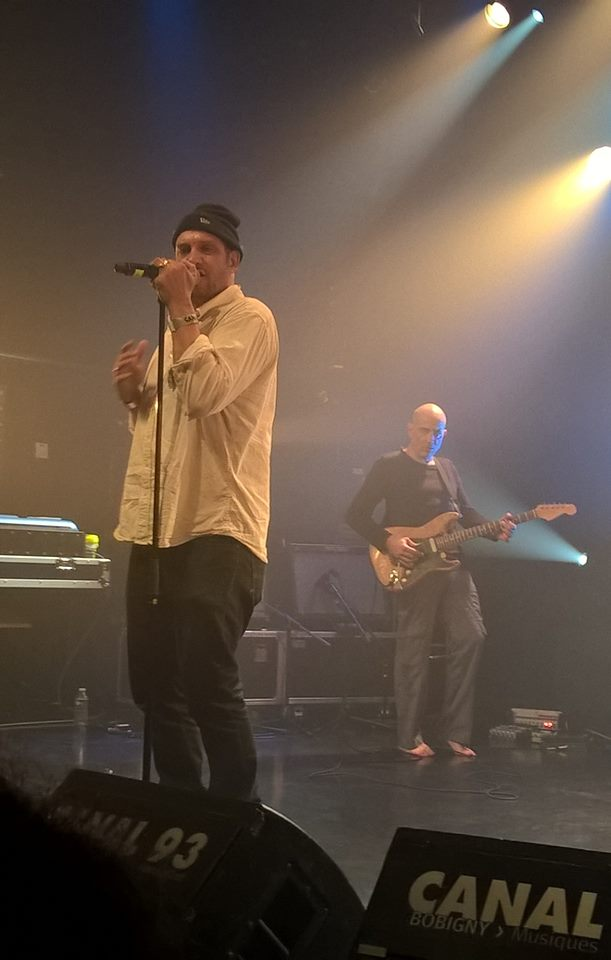
Mike Ladd und Serge Teyssot-Gay im 2016.

„Der codierte Streifen und mein Name fallen in Einsen und Nullen/
Irgendwo weiß ein Computer vielleicht/
Ladd ist für Pratt wie Cawthorne für Willis für Pickett und so weiter/
Was er nicht zeigt, sind die Momente/
Von Liebe oder Lust, die durchwirbeln Jahrhunderte
Und bräunen Sie mich hier /
Machen Sie mich zu einem weiteren Andenken /
Einer engen Welt.“
In Versen, die abwechselnd erschütternd und humorvoll urkomisch sind, sagte ein New Yorker Taxifahrer mit starkem Akzent aus Mumbai:
„Mein Taxi als Vergnügen /
Mein Taxi als Flucht /
Mein Taxi ist mein Job /
Kein Trinkgeld? Dann verpiss dich/
New York nach Bombay/
BJP's Mumbai/
Wie Bloomberg zum Laufstall wird/
Ich bin zu müde/ 1010 WINS Radio/
94.6/
WIN Indiens Sender Nummer eins, alle Hits“
In gleicher Grundbesetzung (Ambrose Akinmusire, Rudresh Mahanthappa, Dana Leong, Liberty Ellman, Stephan Crump, Trevor Holder) und Materialauswahl legten Iyer/Ladd 2020 das parallel entstandene Instrumentalalbum InWhatStrumentals vor. Iyer setzte seine Kooperation mit Mike Ladd mit den Alben Still Life with Commentator (2006) und Holding It Down: The Veterans’ Dreams Project (2013) fort.

## Titelliste
- Vijay Iyer und Mike Ladd: In What Language? (PI 09)[4]

1. The Color of My Circumference 4:10
2. The Density of the 19th Century 5:15
3. Terminal City 1:55
4. Rentals 2:44
5. Security 3:38
6. DeGaulle 6:37
7. TLC 2:39
8. Three Lotto Stories 4:49
9. The Color of My Circumference II 2:09
10. Iraqi Businessman 2:43
11. Taking Back the Airplane 4:54
12. The Color of My Circumference III 2:29
13. Innana after Baghdad 2:32
14. In What Language 4:05
15. Asylum 6:21
16. The Color of My Circumference IV 5:51
17. Plastic Bag 6:07

Die Kompositionen stammen von Vijay Iyer und Mike Ladd.

## Rezeption
Chris Nickson verlieh dem Album in Allmusic vier Sterne und schrieb, dieses epische Werk erforsche „das Leben im Mikrokosmos des Flughafens – ein Ort der Ankunft und Abreise, des Fremdseins oder des Verlassens der eigenen Staatsbürgerschaft“. Mike Ladd habe mit den Texten hervorragende Arbeit geleistet, die durch echte kleine Monologe aufpoliert würden, die alle Aspekte des Problems untersuchen – und es sei ein Problem, das Reisende oft entmenschliche. Keyboarder Vijay Iyer verleihe all dem in seinen Kompositionen Ton und [Klang]-Farbe, doch dies sei kein einfaches Album zum Anhören – oft erschütternd, wie in „Innana After Baghdad“ oder „Terminal City“ – aber die Investition ins Zuhören und Zeit werde mehr als belohnt. Diese Musik falle in keine Kategorie – wie es angesichts des behandelten Themas sein sollte, sie sei dicht und anspruchsvoll, aber letztendlich befriedigend, da es den Zuhörer voller Fragen und weniger sicher über die Welt zurücklasse.
Nach Ansicht von Lyn Horton, der das Album in All About Jazz rezensierte, setze das Werk von Mike Ladd und Vijay Iyer den Goldstandard für eine zeitgemäße, aussagekräftige Arbeit. Diese Komponisten hätten ein neues Paradigma für die Oper des 21. Jahrhunderts eingeführt.

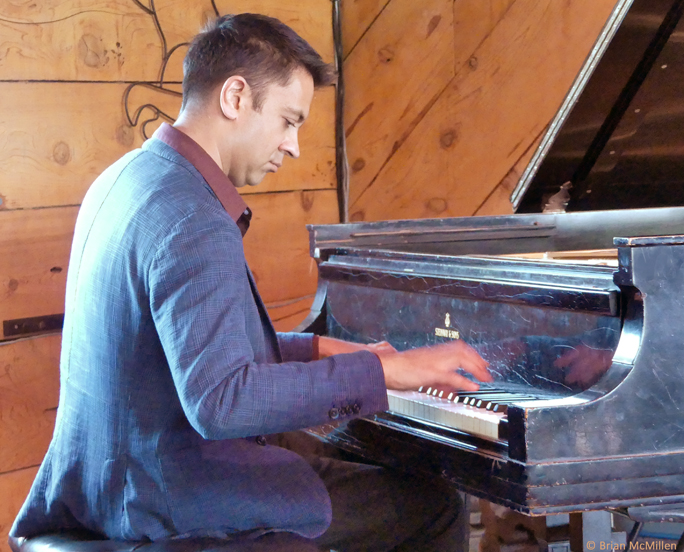
Vijay Iyer (2018)

Marshall Gu schrieb in Bandcamp Daily, die Lyrik Ladds reiche von trocken humorvoll bis zutiefst ergreifend. „In the delicious distance/ Of brown, I sit on a bus“ zum Beispiel sind die allerersten Worte auf der Platte. Unterdessen reichen die Instrumentals von Jazz-Rap („In What Language“) bis hin zu brodelnden Beats im Stil von Autechre („Terminal City“). In „Taking Back the Airplane“ könne man Stephan Crump hören, der eine dicke Basslinie für wunderschöne Lounge-Jazz-Melodien von Liberty Ellman an der Gitarre und harmonisierten Bläsern zwischen dem Trompeter Ambrose Akinmusire und dem Saxophonisten Rudresh Mahanthappa und Iyer am Klavier legt. Trotz der Vielfalt an Stimmen und Stilen werde alles in kristallklarer Produktion präsentiert, um die Atmosphäre eines tatsächlichen Flughafens zu vermitteln, genau das, was durch die Worte kritisiert werde.
Nach Ansicht von Joe Tangari (in Pitchfork Media) beschäftige sich Iyer auf In What Language? kaum mit thematischer Entwicklung oder einer Melodie, sondern stelle seine Kompositionen ausschließlich in den Dienst von Ladds Themen, und das funktioniere überraschend gut. Die Art und Weise, wie Ladd seine Reime konstruiere, deute auch stark auf die Melodie hin, sodass sie nicht überhört werde. Wenn es eines Dichters und eines Jazzpianisten bedürfe, um in einer Zeit, in der der amerikanische Traum darin bestehe, gleichzeitig fernzusehen und Videospiele zu spielen, etwas Wahres ans Licht zu bringen, dann soll es so sein. Man könne nur hoffen, dass es zu echtem Diskurs und echtem Nachdenken anrege.
Stefan Braidwood meinte hingegen in Pop Matters, dass die instrumentale Seite von In What Language? mehr als vollendet genug sei, so dass sie wert sei, eigenständig angehört zu werden. Doch aus der subtilen Natur der Spoken-Word-Beiträge (und es sei alles Spoken Word, auch wenn gelegentlich beschleunigt und rhythmisch vorgetragen, nie gerappt) resultiere, dass ihre Wirkung viel unmittelbarer gewesen wäre, wenn sie ungeschminkt dargeboten worden wäre. So wie die Dinge liegen, sei hier ein gewisses Maß an Konzentration und wiederholtem Zuhören erforderlich, um Ladds bunte und abwechslungsreiche Vignetten aus dem Fluss der Musik herauszuhören (obwohl man argumentieren könnte, dass dies die Hintergrundschwankungen von Flughäfen nachahme, so der Autor). Dies sei eine wunderbare Vision, die aus einem großartigen, wenn auch gelegentlich allzu geschmäcklerischen Werk hervorgehe; man könne nur hoffen, dass Mike Ladd das Offensichtliche noch lange meide.